# António José de Ávila Júnior
António José de Ávila (Horta, 7 de novembro de 1842 — Lisboa, 18 de março de 1917), 2.º conde de Ávila e 2.º marquês de Ávila e Bolama, foi oficial do Exército Português e político. Herdeiro pessoal e político do Duque de Ávila e Bolama, exerceu diversos cargos políticos, entre os quais os de presidente de Câmara Municipal de Lisboa, de deputado às Cortes da Monarquia Constitucional Portuguesa e par do reino. Foi sócio correspondente da Academia das Ciências de Lisboa, e escritor de mérito em assuntos de geodesia e cartografia.

## Biografia
Nasceu na freguesia de Nossa Senhora das Angústias da cidade da Horta, ilha do Faial, o primeiro filho do casal Manuel José de Ávila Júnior e Maria Leonor de Almeida e Silva de Sotto-Mayor. O pai era irmão de António José de Ávila, o poderoso duque de Ávila e Bolama.
Membro de uma família influente e numerosa, teve entre os seus irmãos e irmãs várias personalidades relevantes na vida faialense: José de Almeida Ávila, nascido a 29 de outubro de 1844, que oficial da Armada e governador civil da Horta; Luísa de Almeida Ávila, nascida a 19 de dezembro de 1945; Júlia de Almeida Ávila, em 6 de julho de 1849; Maria de Almeida Ávila, em 20 de maio de 1851; Eugénio de Almeida Ávila, em 24 de outubro de 1855, oficial da Armada que atingiu o posto de capitão-tenente de Administração Naval; Luís de Almeida Ávila, em 25 de março de 1857, foi tesoureiro da Alfândega da Horta; e Leonor de Almeida Ávila, em 10 de abril de 1859.
O tio, e homónimo, o duque de Ávila e Bolama, que não tinha filhos, escolheu-o como seu herdeiro pessoal e político, cuidando da sua educação e zelando pela sua promoção na carreira política.
Concluídos os estudos liceais, em 1861 matriculou-se nos cursos de Filosofia e de Matemática da Universidade de Coimbra visando uma carreira como oficial do Exército Português. Em 1863 assentou praça no Regimento de Infantaria n.º 10, sendo promovido a alferes-aluno em 1865, tendo nessa altura já obtido o grau de bacharel em Matemática pela Universidade de Coimbra. Ingressou nesse ano na Escola do Exército, em Lisboa, onde obteve a habilitação no curso de Estado-Maior em 1867, passando a alferes efectivo a 15 de janeiro de 1868.
Em 19 de janeiro de 1870 foi promovido a tenente, passando a partir de março desse ano a prestar serviço no Ministério das Obras Públicas, Comércio e Indústria, iniciando um percurso no campo da geodesia e cartografia, que manteria ao longo de toda a sua careira. Foi promovido a capitão de Estado-Maior em 29 de julho de 1873, mantendo-se nos serviços ministeriais responsáveis pelo levantamento cartográfico do território português. Simultaneamente passou a colaborar no campo da engenharia, como vogal do exame de admissão à função de Engenheiro Civil, desempenhando várias comissões militares e civis, entre as quais a de director-geral da Direcção-Geral dos Trabalhos Geodésicos Topográficos, Hidrográficos e Geológicos do Reino (1901-1912). Representou Portugal e diversos congressos e conferências internacionais sobre geodesia e cartografia.
Na sua carreira militar foi promovido a major em 31 de outubro de 1884, a tenente-coronel em 14 de maio de 1890, a coronel em 30 de dezembro de 1893 e a general de brigada em 6 de agosto de 1906, passando neste posto à reserva, por limite de idade, em novembro de 1909.
Para além da sua actividade profissional, foi presidente da Câmara Municipal de Lisboa (1901-1902) e várias vezes deputado e par do Reino, primeiro como par electivo e depois, por carta régia de 1 de abril de 1901, como par do reino vitalício.
A sua carreira parlamentar iniciou-se, sob a égide do tio, ao ser eleito deputado pelo círculo uninominal de Vale de Passos (hoje Valpaços) nas eleições gerais realizadas a 12 de julho de 1874 para a 21.ª legislatura (1875-1878), prestando juramento a 9 de janeiro de 1875. Nesta data iniciava uma carreira parlamentar que o manteria permanentemente nas Cortes até 1909, primeiro como deputado e depois como par do reino.
No seu primeiro mandato foi membro da Comissão Parlamentar de Guerra, que dado ser militar viria a ser a sua especialidade, mas com presença em várias outras comissões e intervenções sobre diversos temas, indo desde as questões militares às de obras públicas, de emigração e de justiça. Fazendo parte do grupo «avilista», essencialmente ligado às políticas propostas pelo seu tio, o Duque de Ávila e Bolama, foi inicialmente apoiante do governo do Partido Regenerador, no poder com Fontes Pereira de Melo. Teve importante papel na contestação ao projecto de reforma da Carta Constitucional apresentado por José Luciano de Castro em fevereiro de 1875 e na luta contra a moção de censura pretendida pelo Partido Progressista em março desse mesmo ano. Integrou o grupo proponente de vários diplomas, sendo o primeiro subscritor da proposta de lei visando a construção da linha férrea da Beira Interior. Terminou a legislatura apoiando o governo presidido pelo tio (1877-1877), mas não conseguiu travar a moção de censura que o derrubou. As suas últimas intervenções nesta legislatura são duras críticas, em fevereiro e março de 1878, à acção do ministério regenerador, particularmente sobre os encargos assumidos na construção da Linha da Beira Alta.
Terminada a primeira legislatura voltou a concorrer nas eleições gerais de 13 outubro de 1878, desta feita pelo círculo eleitoral uninominal de Vila Pouca de Aguiar, sendo eleito nas listas «avilistas». Nesta curta legislatura (a 23.ª), que durou apenas de 2 de janeiro a 19 de junho de 1879, manteve-se nas mesmas comissões, desta feita integrando a oposição anti-regeneradora. Numa aproximação aos progressistas, votou a recusa de uma moção de confiança ao 36.º governo da Monarquia Constitucional, presidido por Fontes Pereira de Melo, e a 2 de junho de 1879 contra o voto de desconfiança proposto por Lopo Vaz de Sampaio e Melo para derrubar o recém-empossado governo progressista presidido por Anselmo José Braamcamp.
Para a 24.ª legislatura (1880-1881) voltou a ser eleito pelo círculo eleitoral de Vila Pouca de Aguiar, desta feita com o apoio tácito dos progressistas, interessados numa aliança com os avilistas. Manteve-se nas mesmas comissões e foi deputado-secretário. Propôs uma lei criando um crédito para melhoramentos no Distrito de Ponta Delgada, aproximando-se de Hintze Ribeiro. A relação de confiança com os progressistas perdeu-se quando em 8 de março de 1881 se aliou a Hintze Ribeira na recusa de aprovação parlamentar do Tratado de Lourenço Marques, um acordo-luso-britânico considerado danoso para os interesses portugueses na África Oriental Portuguesa. A 14 desse mês apoiou a moção de censura que ditou a queda do governo Braancamp. O falecimento do Duque de Ávila e Bolama, ocorrido a 3 de maio de 1881, ditou o fim político do «avilismo» e dos «avilistas» enquanto grupo, permitindo maior liberdade de acção política a Ávila Júnior.
Em consequência da dissolução do bloco «avilista», nas eleições gerais de 21 de agosto de 1881 foi novamente eleito pelo círculo eleitoral de Vila Pouca de Aguiar, mas desta feita com o apoio expresso do governo regenerador presidido por Rodrigues Sampaio. Esta eleição, para a legislatura de 1882-1884 (24.ª) ditou a progressiva integração na esfera do Partido Regenerador, grupo político que passou a apoiar nas Cortes. Prestou juramento a 20 de janeiro de 1882, integrando inicialmente as mesmas comissões parlamentares a que havia pertencido nas legislaturas anteriores. Contudo, a sua influência política aumentou, tendo integrado em 1882 a comissão especial destinada a apurar as causas da emigração, ao tempo um tema candente, e em 1884 a Comissão Parlamentar de Reformas Políticas destinada a preparar uma revisão constitucional, fazendo a análise das propostas de reforma da Carta Constitucional. Nesta legislatura apresentou alguns importantes projectos de lei, nomeadamente visando a regulação da carreira dos lentes da Escola Politécnica de Lisboa e da Escola Politécnica do Porto (10 de março de 1882), a reforma da jurisdição dos tribunais de 1.ª e 2.ª instância (31 de janeiro de 1883) e a concessão à Câmara Municipal da Horta do extinto Colégio dos Jesuítas da Horta para instalação de repartições públicas (2 de abril de 1883) e à Santa Casa da Misericórdia da Horta do extinto Convento de São Francisco da Horta para instalação do seu hospital (26 de janeiro de 1884).
Nas eleições gerais de 29 de junho de 1884 (25.ª legislatura) candidatou-se e foi eleito, com o apoio do Partido Regenerador, pelo círculo plurinominal de Vila Real para aquela que seria a sua última legislatura como deputado às Cortes. Prestou juramento a 27 de dezembro de 1884 e voltou a integrar as comissões parlamentares da Guerra e das Obras Públicas, mantendo na essência a mesma participação que nas anteriores legislaturas. A 27 de março de 1885 apresentou um importante relatório contendo as bases para uma reforma das forças armadas, sendo esta a sua última intervenção de vulto na Câmara dos Deputados, pois a 2 de dezembro de 1895 foi eleito par do reino pelos círculos de Vila Real e da Horta, optando por representar o círculo de Vila Real.
Ingressou no pariato electivo tomando posse na Câmara dos Pares a 13 de janeiro de 1886. Na câmara alta teve uma presença bastante mais apagada, ligada essencialmente ao expediente e funcionamento daquela câmara, da qual viria a ser vice-secretário (de 16 de janeiro de 1886 a 7 de janeiro de 1887) e secretário (de 6 de maio de 1890 a 25 de setembro de 1895), embora com intervenções nas áreas da Guerra, Obras Públicas, Administração Pública e Instrução. Viria a ser reeleito par do reino pelo círculo de Vila Real em 14 de abril de 1890, com posse a 3 de maio desse ano, e novamente a 30 de abril de 1894, com posse a 9 de outubro desse ano.
Quando o pariato electivo foi extinto pelo Acto Adicional de 1896 perdeu o assento na Câmara dos Pares, mas voltou a recuperar o lugar aos ser nomeado par vitalício por carta régia de 1 de abril de 1901, tomando posse a 8 de abril desse ano. Manteve o pariato até 1909. A sua última grande intervenção parlamentar ocorreu a 8 de março de 1907 na evocação do centenário do nascimento do seu tio, o Duque de Ávila e Bolama.
Após a implantação da República Portuguesa, ocorrida a 5 de outubro de 1910, foi afastado da vida política e em dezembro de 1910 viu-se envolvido, com José Luciano de Castro e Eduardo Burnay no escândalo do Crédito Predial Português.
Apesar de ter deixado a sua ilha natal muito cedo, não esqueceu a cidade da Horta, foi um grande defensor dos interesses da ilha do Faial junto das instâncias governamentais, conseguindo várias benesses. Em gratidão pelos seus serviços, a Santa Casa da Misericórdia da Horta e a Câmara Municipal da Horta deliberaram colocar o seu retrato nos seus salões nobres. Também em sua homenagem, a rua a norte dos Paços do Concelho  foi designada por «Calçada do Major Ávila». Para além disso, a 13 de junho de 1896, uma das principais estradas da freguesia de Angústias passou a ser designada por «Rua Conde d'Ávila».
Foi nobilitado com o título de conde de Ávila, em sua vida, por decreto de 25 de janeiro de 1881, do rei D. Luís, e com o de marquês de Ávila e Bolama, por decreto de 31 de dezembro de 1903, do rei D. Carlos, por ocasião da visita de Afonso XIII de Espanha a Portugal. Este último título foi-lhe concedido por ser sobrinho paterno do duque de Ávila e Bolama (do mesmo título), que não tivera descendência.
Ao longo da sua carreira, foi também agraciado com a grã-cruz da Ordem de Nossa Senhora da Conceição de Vila Viçosa, com a grã-cruz da Medalha de Mérito Militar, a grã-cruz da Ordem de Cristo e com o grau de grande oficial da Ordem de Avis. Teve também condecorações estrangeiras, nomeadamente a cruz da Ordem do Mérito Naval de Espanha (Orden del Mérito Naval) e o grau de grande oficial da Real Ordem Militar de Inglaterra. Era cavaleiro da Ordem de Isabel a Católica (Orden de Isabel la Católica), da Ordem de Carlos III de Espanha (Real y Muy Distinguida Orden de Carlos III) e da Legião de Honra de França (Ordre national de la Légion d'honneur).
Foi sócio correspondente da Academia das Ciências de Lisboa, distinguiu-se como autor de obras da sua especialidade. Entre outras, é autor das seguintes obras publicadas:
- Breve Notícia de Alguns Trabalhos da Associação Geodésica Internacional. Lisboa, Tip. Academia das Ciências, 1891;
- Escolha do Horizonte Fundamental para as Altitudes da Europa. Lisboa, 1892;
- Dos nivelamentos de precisão e da sua superfície de referência. Lisboa, 1895;
- Nivelamentos de Precisão em Portugal. Lisboa, Tip. Academia das Ciências, 1898 (2.ª ed. 1903, 3.ª ed. 1906);
- Nivelamento geométrico de precisão. Lisboa, 1900;
- "Discurso" in A Eça de Queirós. Na inauguração do seu monumento. Lisboa, 1903;
- A Nova Carta Corográfica de Portugal.  Lisboa, Tip. Academia das Ciências, 4 tomos (1909-1914);
- A Marquesa de Alorna. Lisboa, Imp. Manuel Lucas Torres, 1916.

Foi casado com Maria Leonor de Sousa Botelho Mourão e Vasconcelos, irmã do oitavo Morgado de Mateus e terceiro Conde de Vila Real. Faleceu sem deixar descendência, passando o título ao seu irmão.